# Щербинино (Ступинский район)
Щербинино — деревня в Ступинском районе Московской области. Входит в сельское поселение Леонтьевское.

## География
Щербинино расположено на востоке района, в 1,3 км от внешней стороны большого Московского кольца, на правом берегу реки Городенки), высота центра деревни над уровнем моря — 142 м. Ближайшие населённые пункты: Чиркино — около 0,5 км на юг и Фоминка — около 1 км на северо-восток.

## История
До 2006 года входила в Алфимовский сельский округ).

## Население
| 2002 | 2006 | 2010 |
| ---- | ---- | ---- |
| 52   | ↘28  | ↘23  |

## Инфраструктура
На 2015 год в Щербинино 1 улица — Родниковая и Родниковый тупик, деревня связана автобусным сообщением с Москвой и соседними населёнными пунктами.